# Hugh Mundell
Pour les articles homonymes, voir Mundell.
Hugh Mundell est un chanteur jamaïcain de reggae, né le 14 juin 1962 à Kingston et mort assassiné le 13 octobre 1983 à Kingston.

## Biographie
Hugh Mundell est issu de la classe moyenne et est scolarisé à Ardenne High School (en). Il fait ses premiers pas dans le milieu de la musique durant son adolescence grâce au producteur Joe Gibbs. Il est ensuite engagé en tant que disc jockey par Augustus Pablo et chante dans son sound system. Hugh Mundell, qui enregistre parfois sous le pseudonyme de Jah Levi, sort un premier single en 1975 intitulé Africa Must Be Free. Son premier album, Africa Must Be Free by 1983, est réalisé en 1978 et obtient un succès d'estime en Europe. Il laisse moins de traces en Jamaïque, mais influence tout de même des artistes en herbe comme Junior Reid. Celui-ci, plus jeune de trois ans, décrit Mundell comme son frère et son mentor.
Après avoir produit Speak the Truth, le premier single de Junior Reid, dans le studio d'enregistrement d'Augustus Pablo,, Mundell s'implique dans la production de ses propres disques à partir de 1979. Son second album, Time and Place, est édité par Muni Music. Par la suite, il travaille avec les producteurs Henry Lawes et Prince Jammy. Hugh Mundell est assassiné en 1983, à l'âge de 21 ans. Après sa mort, plusieurs albums sont réalisés à titre posthume.
Son décès s'ajoute au chanteur Prince Far I tué également quelques semaines auparavant et de nombreux décès de chanteur engagés s'ajouteront  dans cette décennie 80 avec celui de Carlton Barrett puis de Peter Tosh et enfin de King Tubby tué dans un cambriolage qui a mal tourné le 6 février 1989.

## Discographie

### Albums
- 1978 : Africa Must Be Free by 1983
- 1980 : Time and Place
- 1980 : Jah Fire
- 1982 : Mundell
- 1983 : Arise

### Compilations
- 1994 : Blackman's Foundation
- 2003 : The Blessed Youth